# Prinz Albrecht von Preußen
Der Albrechtapfel oder Albrechtsapfel, eigentlich Prinz Albrecht von Preußen, ist eine alte deutsche Herbstapfelsorte.

## Beschreibung
Die Sorte wurde 1863 von C. Braun in den Gartenanlagen von Schloss Kamenz in Schlesien, als Sämling von Kaiser Alexander entdeckt. Diese schlesische Sorte war damals in diesem Gebiet sehr populär und für Anbau in Gebirgsgegenden geeignet. Weiterhin wird sie in Deutschland und in Mitteleuropa angebaut, wo sie als alte Sorte gilt, die für Hausgärten ideal ist. Heute ist auch die ursprüngliche Bezeichnung Prinz Albrecht von Preußen wieder auf den Baumschulschildern zu finden.
C. Braun war der Hofgärtner des Prinzen Albrecht von Preußen, des Sohnes von Marianne von Oranien-Nassau und Albrecht von Preußen, dem jüngsten Bruder des deutschen Kaisers Wilhelms I.
Sowohl das Holz als auch die Blüte sind sehr frosthart und eignen sich entsprechend auch für höhere oder raue Lagen. Ebenso ist diese Sorte kaum anfällig für Schorf.
Die mittelspäte Blüte dieser diploiden Sorte ist ein guter Pollenspender.
Die großen, flachrunden Früchte besitzen ein hellgelbe bis grüngelbe Grundfarbe mit einer von karminrot bis trübrot reichenden Deckfarbe. Das Fruchtfleisch ist grünlichweiß, süßsäuerlich und sehr saftig. Die Früchte reifen Ende September und sind nur bis Dezember lagerfähig. Die Sorte gilt daher vorrangig als Tafelobst und weniger als Lagerapfel. Die Früchte können sowohl für den Verzehr als auch zur Weiterverarbeitung verwendet werden.

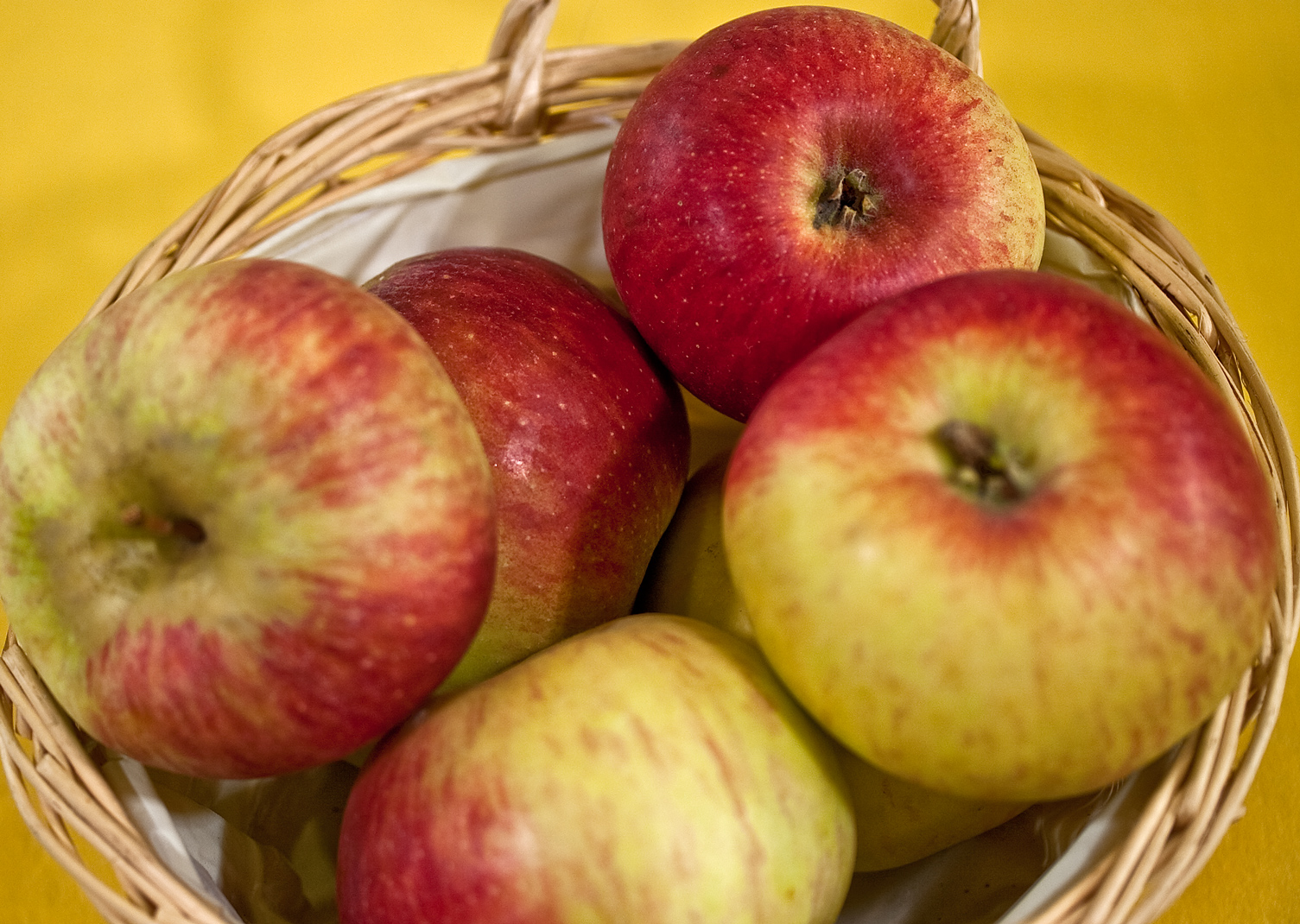
Prinz Albrecht von Preußen
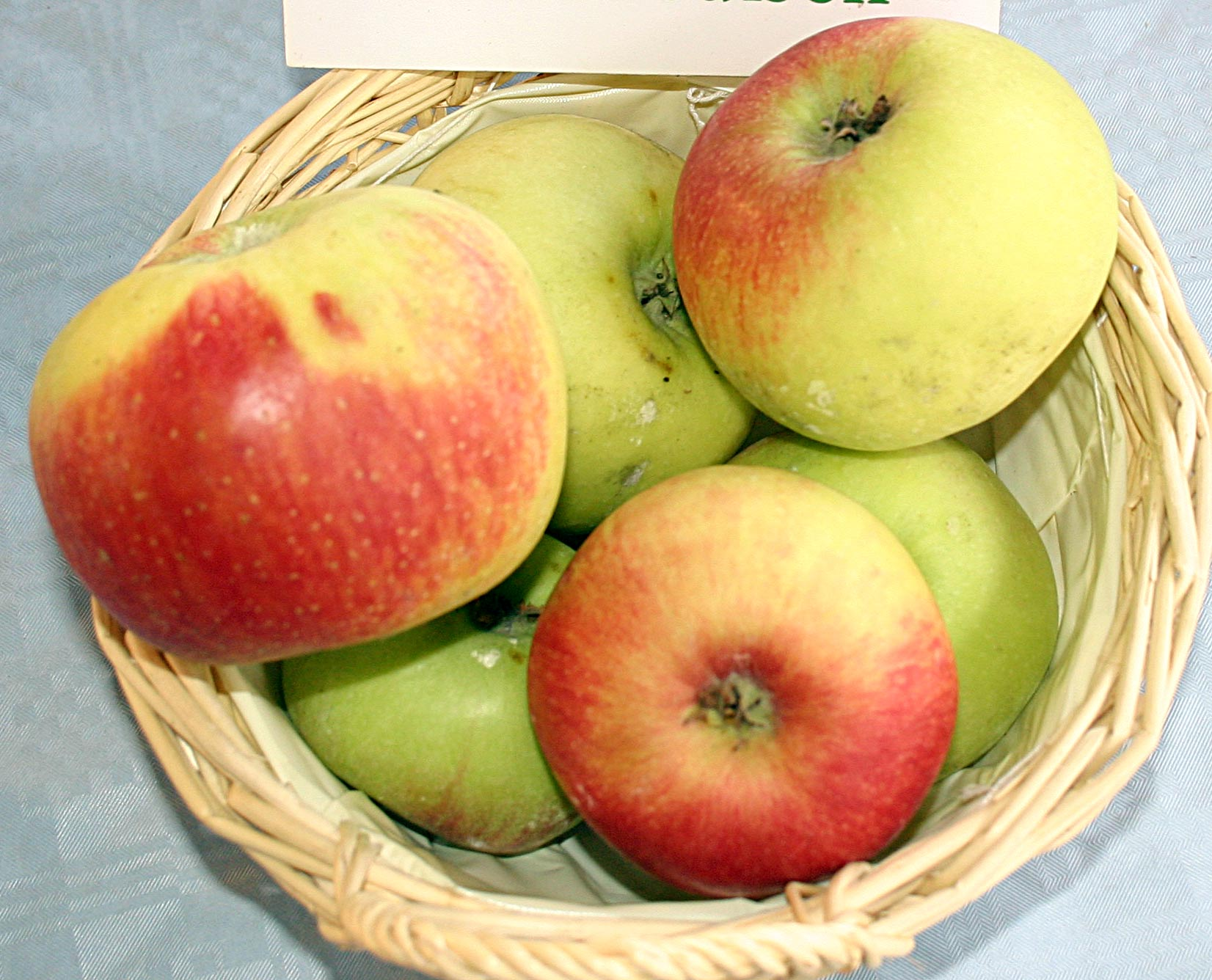
Prinz Albrecht von Preußen

## Analysen
Bei spendenfinanzierten Analysen wurde mit 1231 mg/l ein sehr hoher Gehalt an Polyphenolen im Vergleich zu den neueren Sorten gemessen.